# Bulyovszkytelep
Bulyovszkytelep (románul: Marca-Huta, szlovákul: Bojovské), település Romániában, a Partiumban, Szilágy megyében.

## Fekvése
Szilágysomlyótól nyugatra, a 19B út közelében fekvő település.

## Története
Bulyovszkitelep (Márkaszékhuta) Márkaszék (Marca) része.
1956-ban 197 lakosa volt.
2002-ben 47 lakosa volt, melyből 44 szlovák, 2 román, 1 magyar volt.
A településen üveghuta működött.